# Raymon van der Biezen
Raymon Theodorus Marinus Raymondo "Raymond" van der Biezen (nascido em 14 de janeiro de 1987) é um ciclista de BMX holandês, ganhador de uma medalha de ouro no Campeonato Europeu de BMX de 2010.
Van der Biezen chegou a semifinal do Campeonato Mundial de 2008, em Taiyuan, China.
Disputou as Olimpíadas de Pequim 2008 e Londres 2012, representando os Países Baixos.